# Nelli Such
Nelli Such (n. 12 mai 1992, în Békéscsaba) este o handbalistă maghiară care joacă pentru Ferencvárosi TC pe postul de extremă dreapta.

## Palmares
Echipa națională
- Campionatul Mondial pentru junioare:
  -  Medalie de bronz: 2012

Club
- Nemzeti Bajnokság I:
  - Medalie de argint: 2012
  - Medalie de bronz: 2011

- Cupa Cupelor EHF:
  -  Câștigătoare: 2011, 2012